# Howard Vyse

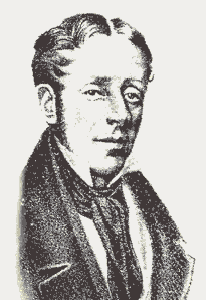
Richard William Howard Vyse

Richard William Howard Vyse (ur. 25 lipca 1784; zm. 8 czerwca 1853) – angielski inżynier, pułkownik i archeolog.
Do Egiptu przyjechał w roku 1837 w celu prowadzenia wykopalisk i badań we wnętrzach piramid. Rozpoczął tam współpracę z Johnem S. Perringiem. W 1839 roku zbadali m.in. piramidy w Medum i Abu Roasz, trzy małe piramidy stojące na południe od grobowca Menkaure odkryli oczyścili wnętrze piramid w Dahszur. 
15 października 1839 podczas gdy ich robotnicy przebili się do jednej z komór południowej piramidy Snofru w Dahszur doświadczyli dziwnego dla nich zjawiska: silny wiatr zaczął wiać z wnętrza budowli. Działo się to nieustannie przez dwa dni, następnie wiatr nagle i niespodziewanie ucichł.
W latach 1837–1839 Vyse i Perring zbadali Piramidę Chufu w Gizie. Wyniki ich prac zweryfikował później dopiero w 1882 roku William F. Petrie. Odkryli także, że pokrywa sarkofagu Chefrena, leżąca na podłodze komory grobowej w piramidzie, była opieczętowana rodzajem stopionej żywicy. W piramidzie Mykerinosa znaleźli fragmenty drewnianej trumny i szkielet mężczyzny, dziś znajdujące się w British Museum. Natomiast w piramidzie Senusereta III w Dahszur odkryli w 1839 kilka rzeźbionych bloków z imieniem tego władcy.